# Régiment Colonel-Général dragons
Pour les articles homonymes, voir régiment Colonel-Général.
Le régiment Colonel-Général dragons est un régiment de cavalerie français d'Ancien Régime créé en 1668 par dédoublement du régiment Royal dragons devenu sous la Révolution le 5e régiment de dragons.

## Création et différentes dénominations
- 2 avril 1668 : création du régiment Colonel-Général dragons par des compagnies des carabins de Quincy et du dédoublement de compagnies du régiment des Dragons du Roi.
- 1er janvier 1791 : renommé 5e régiment de dragons

## Équipement

### Guidons
4 guidons « de ſoye blanche, ſemez de fleurs de lys d’or, & le chiffre du Roi couronné au milieu brodé, & frangez d’or ».

4 guidons « de ſoye, dont un blanc ſemé de fleurs de lys d’or, avec le chiffre du Roi couronné au milieu, & ſemé de flâmes d’or ſans nombre, & les 3 autres cramoiſis, de même brodez & frangez d’or ».

Guidons
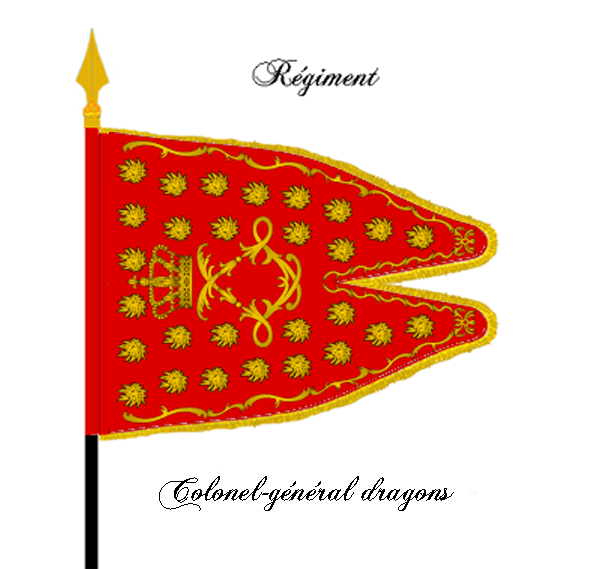
Guidon du régiment Colonel-Général dragons

### Habillement

Uniformes
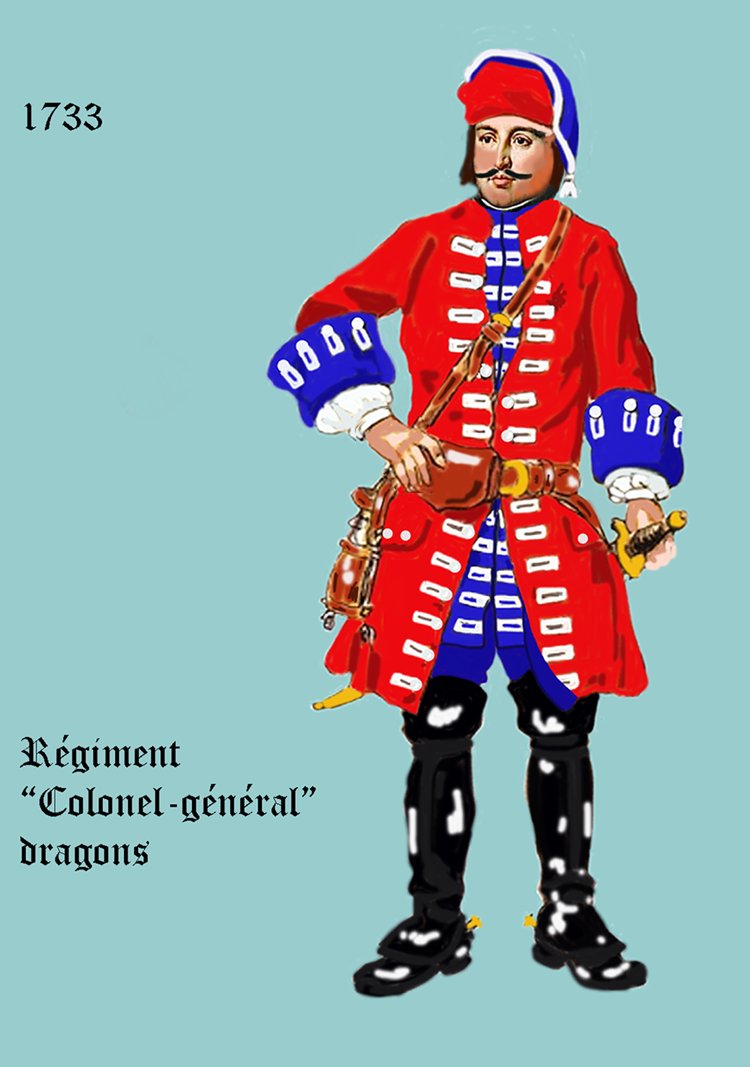
régiment Colonel-Général dragons de 1733 à 1750.
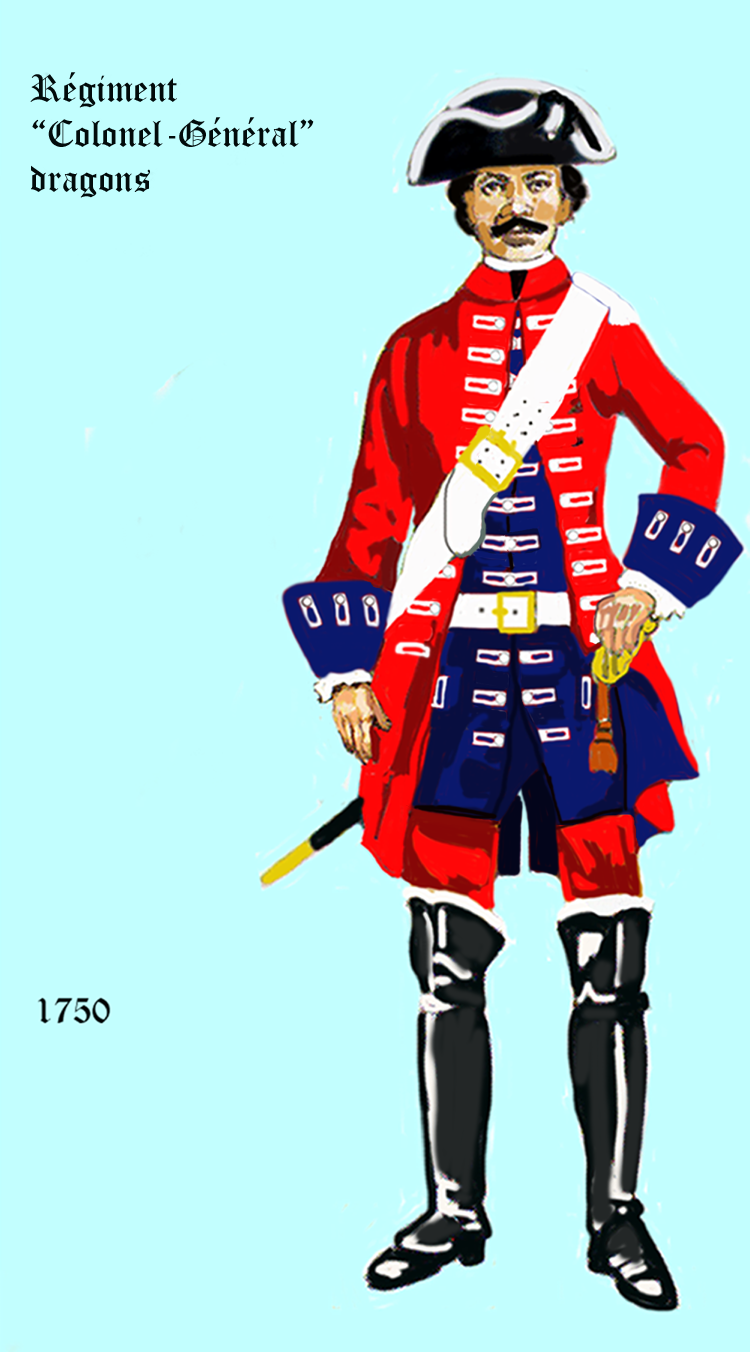
régiment Colonel-Général dragons de 1750 à 1757.
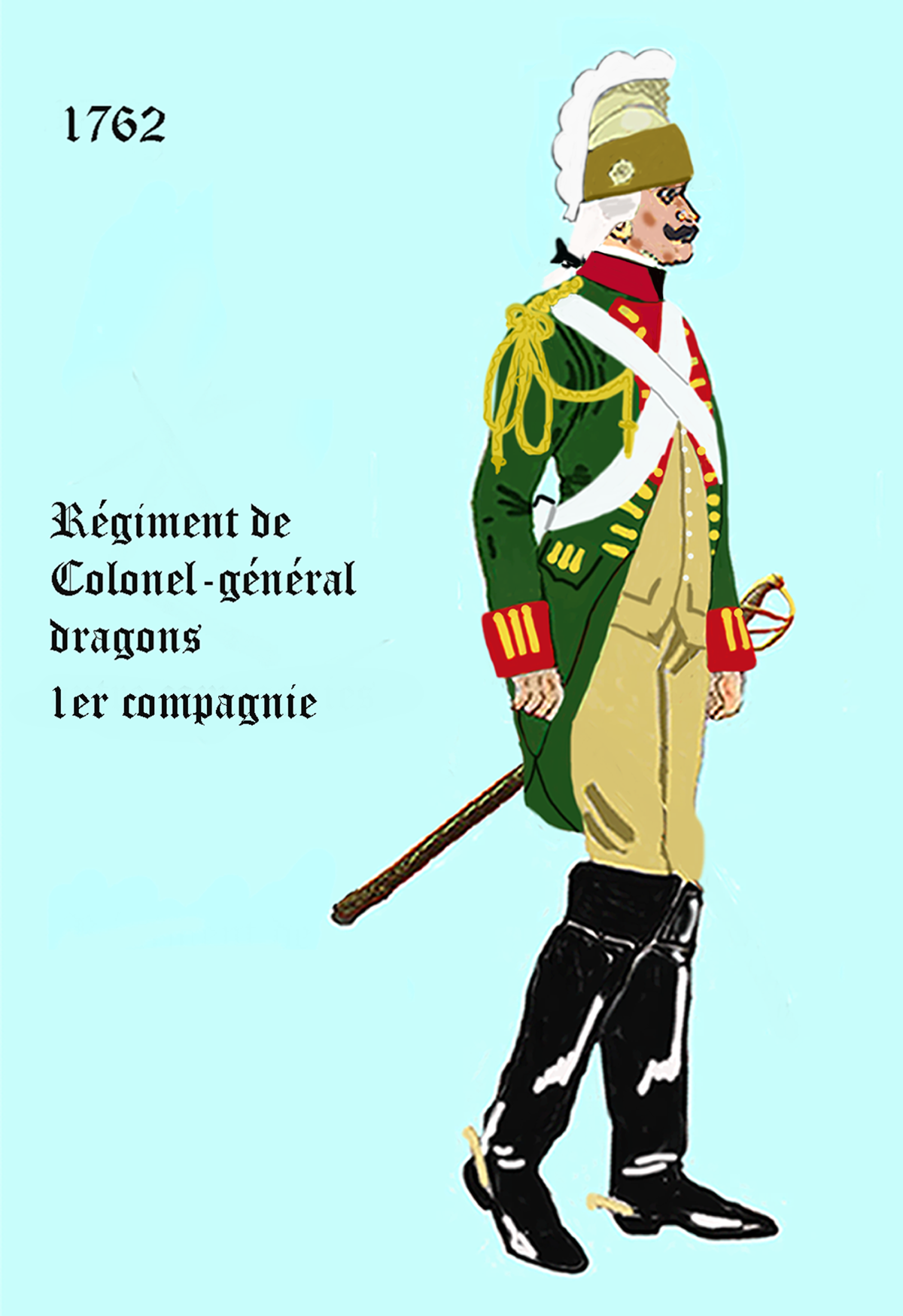
Compagnie du Colonel  1762 à 1776.
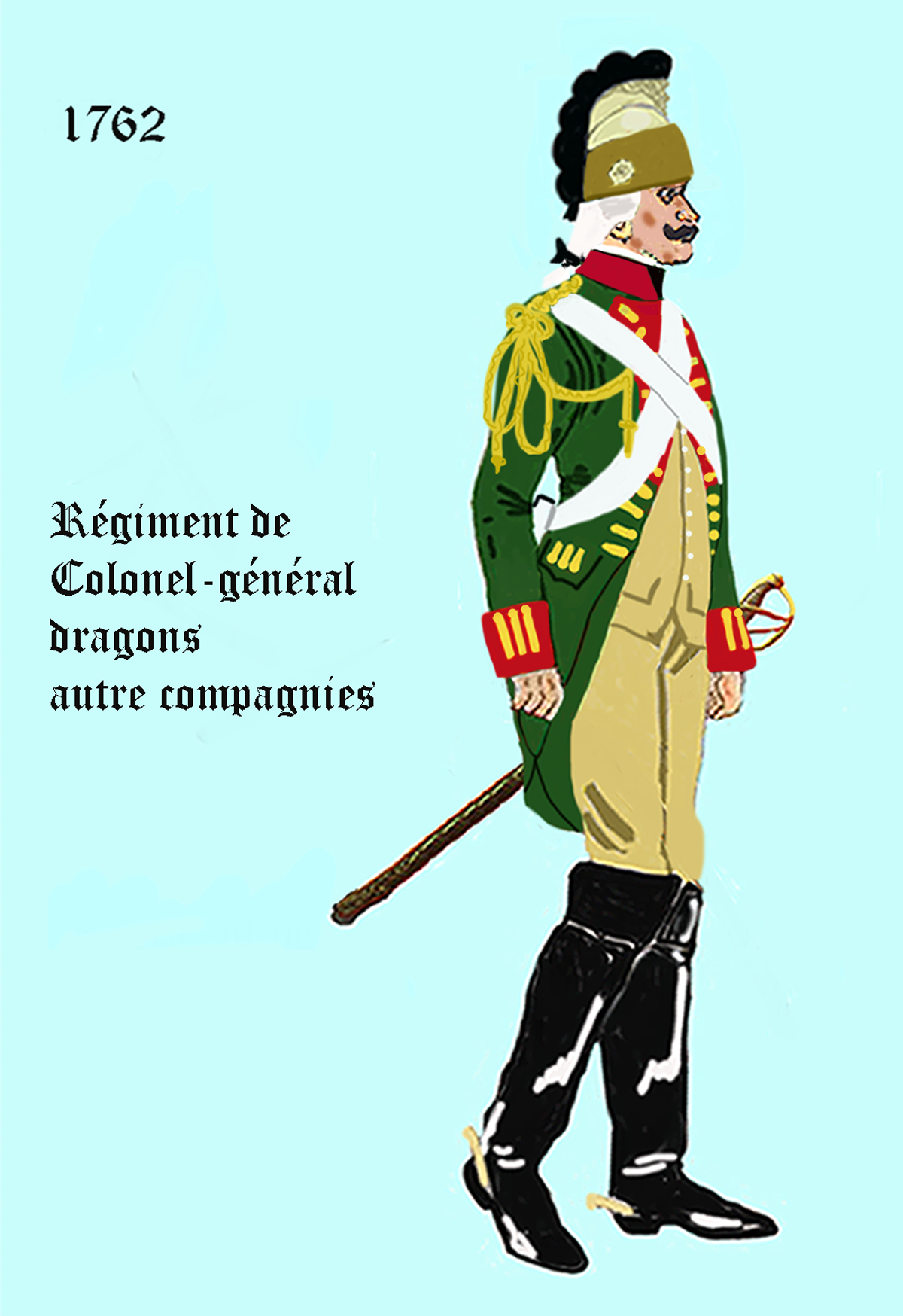
2e et les autres compagnies 1762 à 1776.
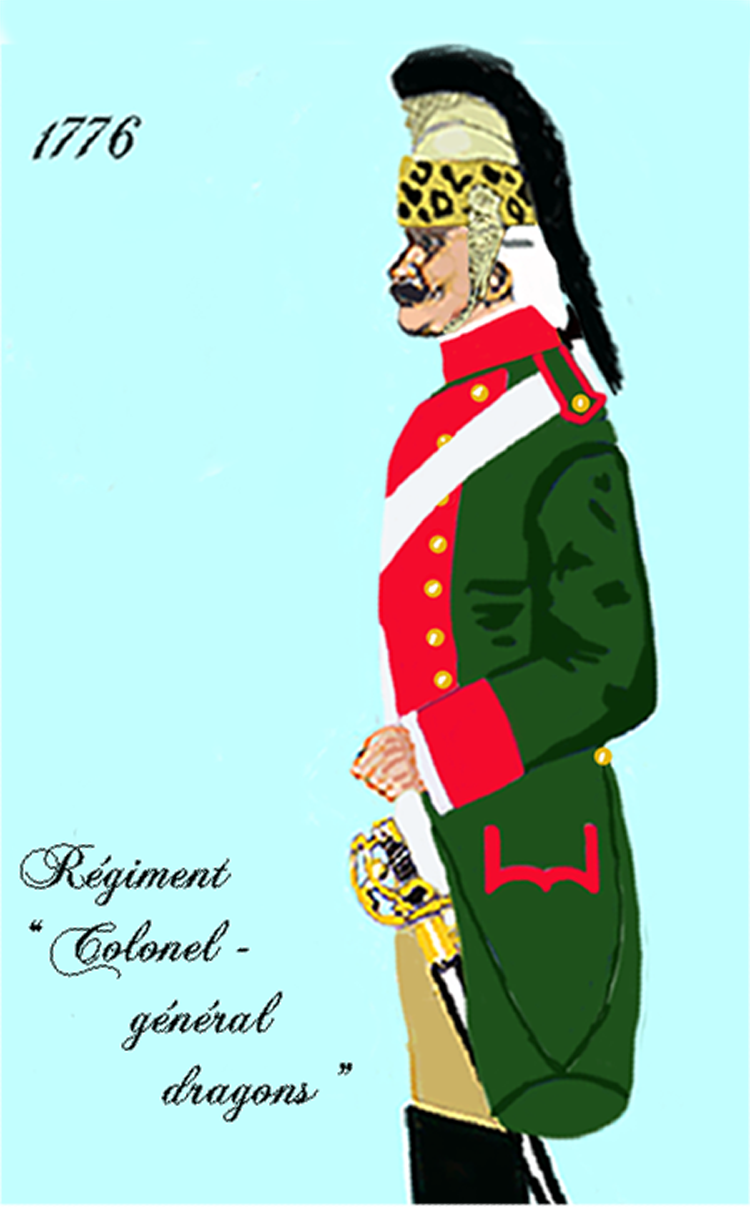
régiment Colonel-Général dragons de 1776 à 1779.
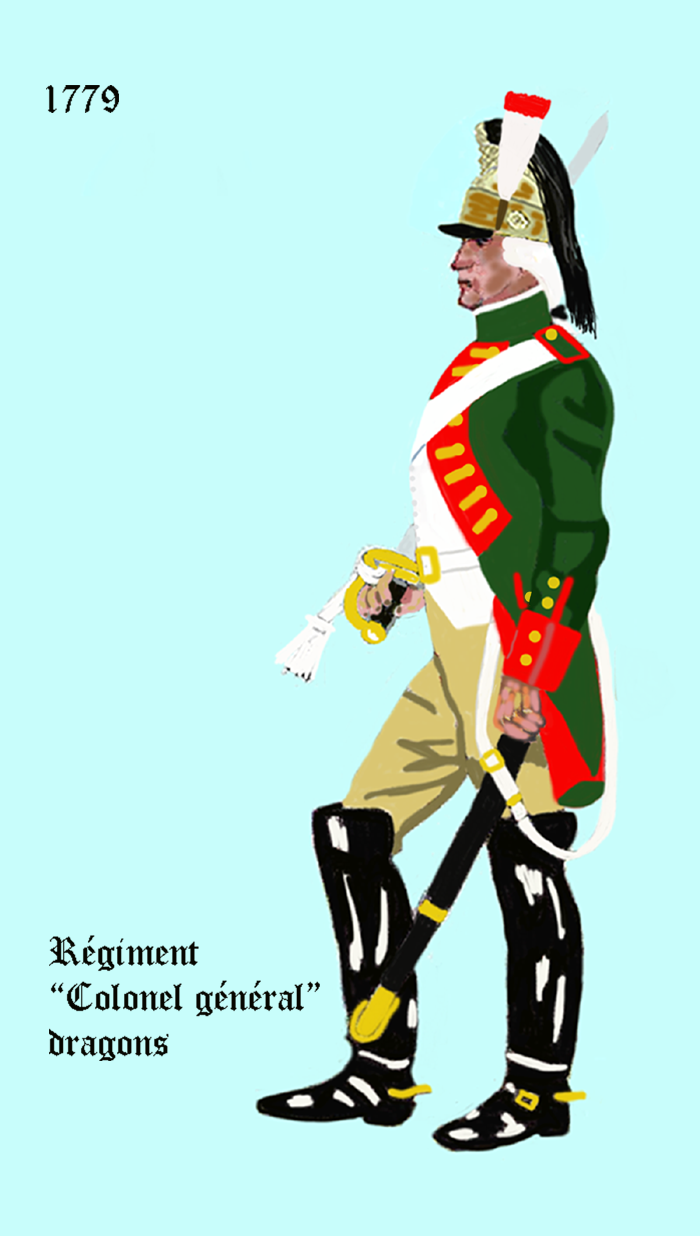
régiment Colonel-Général dragons de 1779 à 1786.

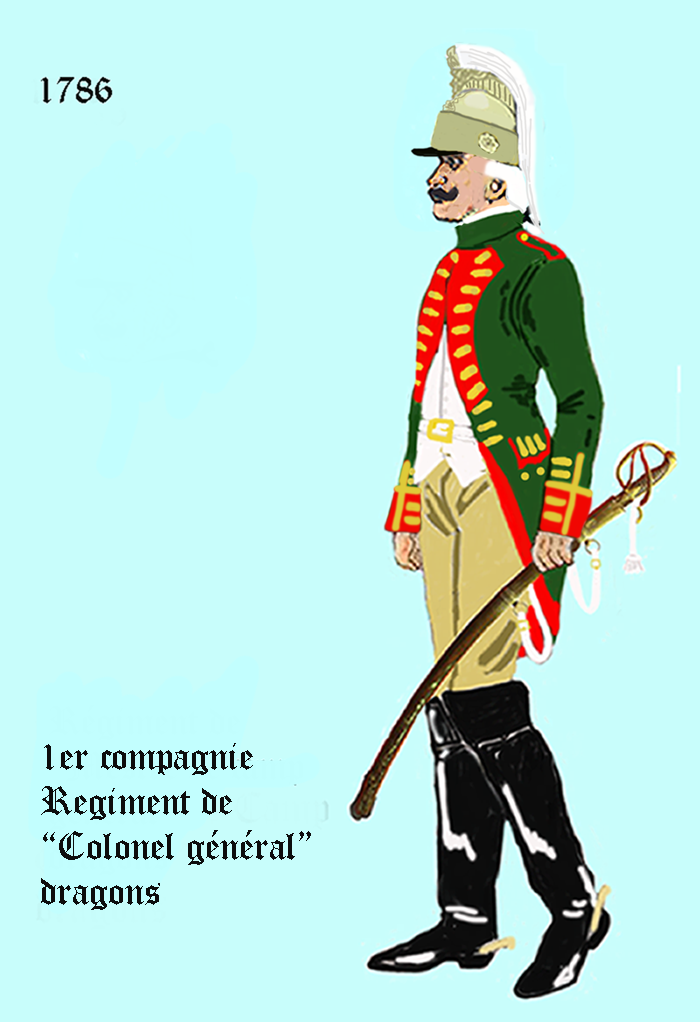
régiment Colonel-Général dragons de 1786 à 1791, compagnie colonelle.
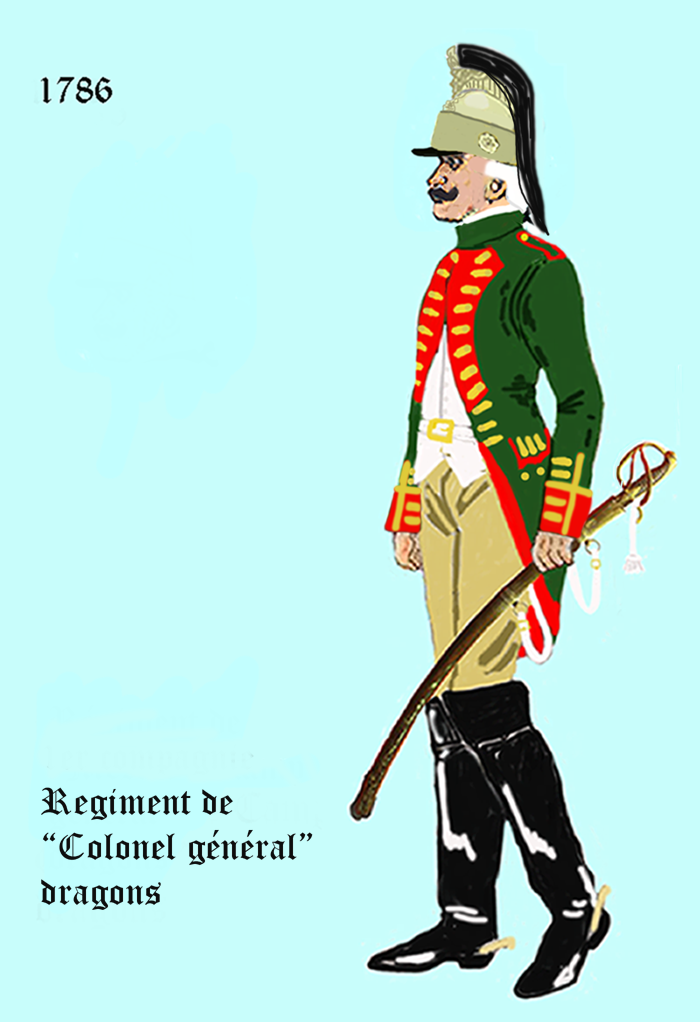
régiment Colonel-Général dragons de 1786 à 1791, autres compagnies.
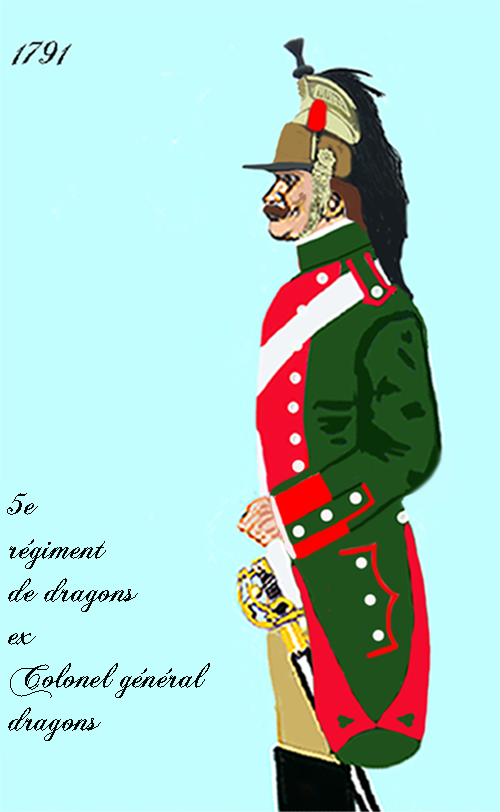
5er régiment de dragons après 1791.

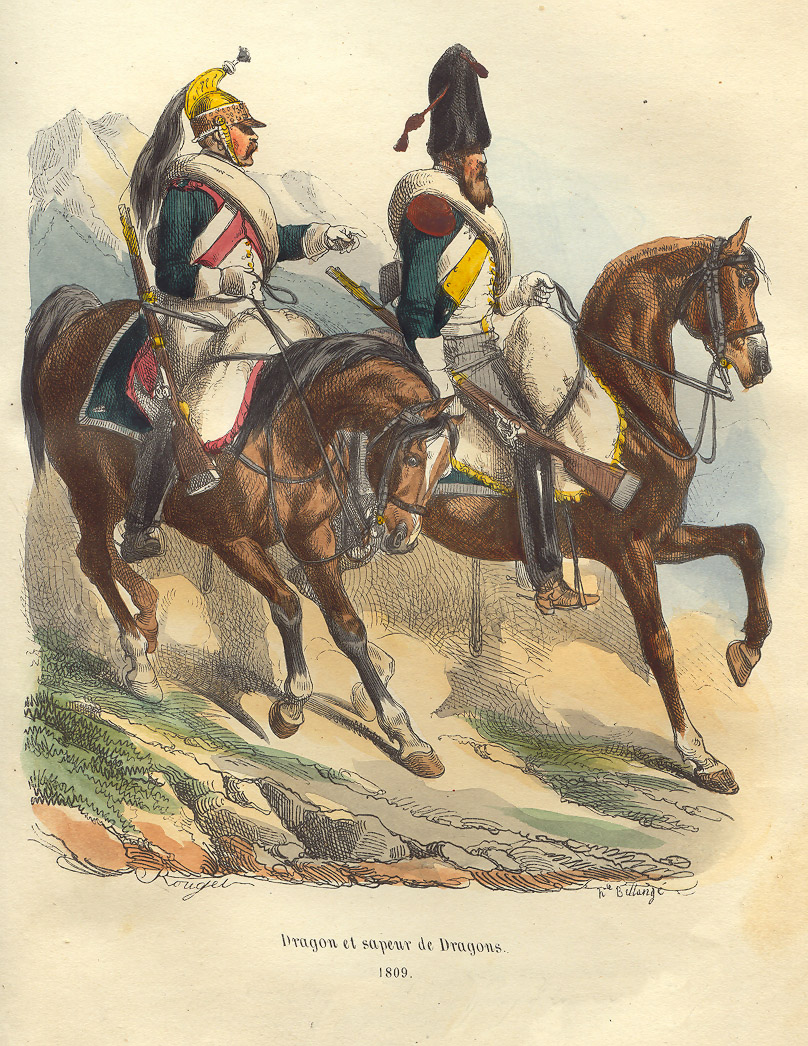
Dragon et sapeur de dragons de la Grande Armée, gravure de Bellangé illustrant l’Histoire de Napoléon de Laurent de l’Ardèche, 1843.

## Historique

### Mestres de camp-commandants et colonels
Colonels généraux
- 2 avril 1668 : Antoine Nompar de Caumont, marquis de Puyguilhem puis comte puis duc de Lauzun, maréchal de camp en 1663, colonel général des dragons le 2 avril 1668, lieutenant général le 14 mars 1670, commandant d’armée le 1er février 1690, † 23 novembre 1723.
- 14 août 1669 : Nicolas d’Argouges, marquis de Rannes, brigadier le 15 avril 1672, maréchal de camp le 2 avril 1975, lieutenant général le 25 février 1677, † 13 juillet 1678.
- 26 août 1678 : Louis François de Boufflers, duc de Boufflers, mestre de camp du régiment le 2 septembre 1669, brigadier des dragons le 12 mars 1675, maréchal de camp le 25 février 1677, lieutenant général le 15 octobre 1681, maréchal de France le 27 mars 1693, † 22 août 1711.
- 29 avril 1692 : René de Froulay, comte de Tessé, brigadier de dragons le 20 janvier 1678, maréchal de camp le 24 août 1688, lieutenant général le 17 avril 1692, maréchal de France le 14 janvier 1703, † 30 mai 1725.
- 25 mars 1703 : Antoine de Gramont, duc de Guiche, brigadier le 24 juin 1694, maréchal de camp le 29 janvier 1702, lieutenant général le 26 octobre 1704, maréchal de France le 2 février 1724, † 16 septembre 1725.
- 7 décembre 1704 : François de Franquetot, duc de Coigny, brigadier de cavalerie le 29 janvier 1702, maréchal de camp le 26 octobre 1704, lieutenant général le 18 juin 1709, maréchal de France le 14 juin 1734, † 18 décembre 1759.
- 15 janvier 1734 : Jean Antoine François de Franquetot, comte de Coigny, fils du précédent, brigadier le 15 janvier 1734, maréchal de camp le 1er août 1734, lieutenant général le 20 février 1743, † 4 mars 1748.
- mars 1748 : François de Franquetot, maréchal de Coigny, pour la seconde fois à la place de son fils tué en duel.
- 28 janvier 1754 : Marie Charles Louis d’Albert de Luynes, duc de Chevreuse, brigadier le 9 juin 1736, maréchal de camp le 20 février 1743, lieutenant général le 1er janvier 1748, † 8 octobre 1771.
- 16 octobre 1771 : Marie François Henri de Franquetot, duc de Coigny, maréchal de France le 3 juillet 1816, † 19 mai 1821.
- 4 septembre 1783 : Louis Joseph Charles Amable d’Albert, duc de Luynes, maréchal de camp en 1781, † 23 mai 1807.

Mestres de camp-commandants et colonels
- Charles de Bonvisy
- 2 septembre 1669 : Louis François de Boufflers, duc de Boufflers, colonel général en 1678
- 22 juillet 1671 : Gabriel de Cassagnet, marquis de Tilladet, brigadier le 12 mars 1675, maréchal de camp le 25 février 1677, lieutenant général le 24 août 1688, † 11 juillet 1702
- 24 juin 1681 : Balthazar Phelypeaux, comte de Saint-Florentin
- 25 décembre 1692 : N. de Saint-Mars
- 1er janvier 1694 : N. Moret de Bournonville
- 15 février 1702 : Charles Legendre de Berville, brigadier le 29 janvier 1709, maréchal de camp le 1er février 1719, lieutenant général le 20 février 1734, † 7 avril 1746
- mars 1719 : Claude Antoine de Préval
- 27 février 1727 : Jean Toussaint de La Pierre, marquis de Frémeur
- 10 septembre 1744 : Gédéon René Amaury, marquis de Goyon, brigadier le 10 mai 1748, maréchal de camp le 20 février 1761
- 1er janvier 1748 : Charles Marie Léopold, comte de Dunois
- 18 décembre 1758 : Marie Jean Louis Riquet, chevalier de Caraman
- 24 mars 1769 : Louis Joseph Charles Amable, duc de Luynes
- 16 octobre 1771 : Jean Philippe de Franquetot, chevalier de Coigny
- 13 avril 1780 : Jean Jacob, baron de Coëhorn
- 1er janvier 1784 : Antoine Louis de La Vieuville, marquis de Wignacourt
- 2 avril 1786 : Hugues Hyacinthe Timoléon, duc de Cossé
- 10 mars 1788 : Pierre Charles, comte de Seuil
- 21 octobre 1791 : Joachim Charton
- 5 février 1792 : Auguste Marie Henri Picot, marquis de Dampierre
- 4 janvier 1793 : Pierre Joseph Le Clerc, dit Verdet
- 25 janvier 1796 : Jean-Baptiste Milhaud
- 9 janvier 1800 : Louis Bonaparte, roi de Hollande en 1806
- 24 mars 1803 : Ythier Sylvain Pryvé
- 10 avril 1804 : Jacques Nicolas Lacour
- 25 mars 1808 : Louis Ernest Joseph de Sparre
- 1er juin 1812 : Jean-Baptiste Louis Morin
- 15 mars 1814 : Jean-Baptiste Antoine Canavas de Saint-Amand

### Campagnes et batailles
- 1667-1668 : Guerre de Dévolution

- 1672-1678 : Guerre de Hollande
  - 1674 : Bataille de Seneffe

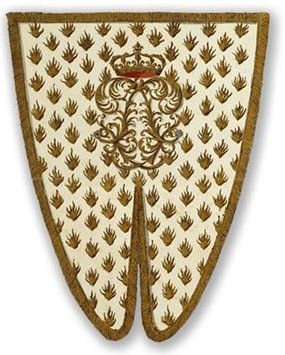
Guidon du Colonel Général des Dragons (1668)

  - 1677 : Bataille de la Peene, Siège de Saint-Omer
- 1688-1697 : Guerre de la Ligue d'Augsbourg
  - 1692 : Siège de Namur (1692)
  - 1692 : Bataille de Steinkerque
  - 1693 : Bataille de Neerwinden (1693)

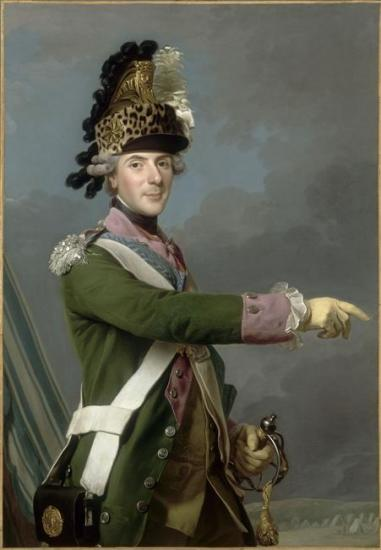
Louis de France, Dauphin, en uniforme de Colonel Général des Dragons (1765)

- Louis de France, Dauphin, en uniforme de Colonel Général des Dragons (1765)1701-1714 : Guerre de Succession d'Espagne
  - Mai 1702 : Campagne dans le pays de Clèves
  - 1703 : Bataille de Spire
  - 1706 : Bataille de Ramillies
  - 1707 : Bataille de Lorch
  - 1709 : Bataille de Malplaquet
- 1740-1748 : Guerre de Succession d'Autriche
  - 1746 : Bataille de Rocourt
  - 1747 : Bataille de Lauffeld
- 1756-1763 : Guerre de Sept Ans
  - 1757 : Bataille de Hastenbeck

### Quartiers
- Rennes[1]
- Caen[2]

## Personnalités ayant servi au régiment
- Antoine de Touchebœuf, capitaine au Régiment Colonel Général de Dragons en 1719.
- Jean Henri Louis Eugène Garnier de Labareyre, colonel des Dragons en 1850.